# Caphornia dalei
Caphornia dalei är en fjärilsart som beskrevs av Butler 1893. Caphornia dalei ingår i släktet Caphornia och familjen nattflyn. Inga underarter finns listade i Catalogue of Life.